# 永平镇 (武平县)
永平乡，是中华人民共和国福建省龙岩市武平县下辖的一个乡镇级行政单位。

## 行政区划
永平乡下辖以下地区：
帽村、昭信村、龙归礤村、唐屋村、恬下村、勾坑村、瑞湖村、中湍村、杭背村、岗背村、田背村、梁山村、孔下村、朝阳村和塔里村。